# حقوق الإنسان في سلطنة عمان
تُعتبر عمان دولةً ذات ملَكية مطلقة، حيث تتركّز السلطات التشريعية والتنفيذية والقضائية بين أيدي السلطان الموّرث، ويستند نظام القوانين بقوّة إلى الشريعة الإسلامية. لخّص تقرير صادر عن وزارة الخارجية الأمريكية وضع حقوق الإنسان في عمان بناءً على ظروف البلاد في عام 2010، إذ أكّد التقرير على أن الحكومة «تحترم حقوق مواطنيها الإنسانية عمومًا». تناقض التقرير مع هذا التصريح بشكل كبير، إذ وصفت العديد من المجموعات الدولية المعنية بحقوق الإنسان وضع حقوق الإنسان في عمان مستخدمةً تعبيرات انتقادية شديدة، وتجرّم المادة رقم 41 من نظام عمان الداخلي (الدستور) أي نقد للسلطان، إذ تنصّ المادة على أنه «لا يجوز المساس بشخص السلطان، ويجب احترامه وطاعة أوامره».
ومن الأمثلة على ذلك، صنّفت منظّمة «فريدم هاوس» البلاد على أنها «لا تمتلك حرية»، وصرّح أحد مسؤولي «هيومن رايتس ووتش» في استعراض عام عن عمان و«خمس دول خليجية صغيرة أخرى» بتاريخ ديسمبر من عام 2010 أن «أوضاع حقوق الإنسان... جيدة عمومًا... لا يوجد سوى القليل من الاحترام للحقوق المدنية والسياسية الأساسية كحرية التعبير وحرية التجمع وحرية تكوين الجمعيات. عادةً ما تُقابل المعارضة السلمية بالقمع الوحشي. تُعتبر الإدارة القضائية شخصية للغاية، وتُعدّ إجراءات الحماية محدودة بسبب الإجراءات القانونية الواجبة لا سيما فيما يتعلّق بالقضايا السياسية والأمنية». أعلن التقرير الصادر عن «مؤسسة بيرتلسمان» لعام 2010 أنه بينما «يحمي التشريع القانوني العماني الحريات المدنية والشخصية بشكل نظري، يتجاهل النظام كلتي الحريتين بشكل منتظم. وبذلك لا يمكن النظر إلى عمان على أنها دولة حرية».
ومن ناحية أخرى، أكد تقرير «ميدل إيست كونسرن» لعام 2011 أن السجل الأخير لحقوق الإنسان في عمان جيّد بشكل عام، وأشار إلى تقيّد عمان بإجراءات الاعتقال والقضاء السليمة وظروف الحياة المقبولة في السجون، إلا أن التقرير اعترف بالقيود المفروضة على حرية التعبير وحرية التجمّع والحرية الأكاديمية وغيرها من القيود.
ضيّقت عمان الخناق على حرية التعبير وحرية التجمع وحرية تكوين الجمعيات أكثر من السابق في أوائل عام 2011، وذلك ردًا على المظاهرات العامة التي طالب من خلالها المتظاهرون بالمزيد من الحرية والحقوق الإنسانية.

## الحق في عدم التعرّض للتعذيب
تنتشر ممارسة التعذيب في المؤسسات العقابية في سلطنة عمان، إذ أصبح التعذيب رد فعل الدولة المعتاد على التعبير السياسي المستقل. تشمل أساليب التعذيب المُستخدمة في عمان كلًّا من الإعدام الصوري والضرب وتغطية الرأس والحبس الانفرادي والتعرّض لدرجات الحرارة العالية والضجيج المستمر والإساءة والإذلال. هناك العديد من التقارير الواردة عن التعذيب وغيره من أشكال العقوبات اللاإنسانية المُرتكبة بحق المتظاهرين والمحتجزين على يد قوات الأمن العمانية. اشتكى العديد من السجناء المحتجزين في عام 2010 من الحرمان من النوم ودرجات الحرارة العالية والحبس الانفرادي. أبقت السلطات الأمنية السلطان السعدي في الحبس الانفرادي، وحرمته أيضًا من الاتصال بمحاميه وعائلته وأجبرته على ارتداء كيس أسود على رأسه في كلّ مرّة يغادر فيها زنزانته حتّى إلى الحمام، وأخبروه أن عائلته قد «تخلّت» عنه وطلبت أن يُسجن.

## عمليات الاختطاف والاعتقال التعسّفي
اختفى الكاتب العماني والمدافع عن حقوق الإنسان ومؤسس ورئيس تحرير المجلة الإلكترونية «مواطن» محمد الفزاري في أغسطس من عام 2014، وذلك بعد دخوله إلى مركز الشرطة في حي القرم بمدينة مسقط. ما تزال المعلومات حول مكانه وحالته مجهولة. نفت الحكومة العمانية اعتقاله ورفضت الكشف عن أي معلومات حول مكان وجوده. غادر الفزاري عمان طلبًا للجوء السياسي في المملكة المتحدة في 17 يوليو من عام 2015، وذلك بعد أن أُصدر بحقّه قرارًا بمنع السفر دون تقديم أي مبررات وبعد أن صودرت وثائقه الرسمية وبطاقته الشخصية وجواز سفره لأكثر من 8 أشهر. هناك المزيد من التقارير الواردة عن حالات اختفاء بدوافع سياسية في البلاد.
اعتقلت قوات الأمن المسلّحة السلطان السعدي في عام 2012، إذ كان ناشطًا على وسائل التواصل الاجتماعي. بيّنت التقارير احتجازه في مكان مجهول لمدة شهر واحد بسبب بعض التعليقات التي نشرها على الإنترنت منتقدًا الحكومة. سبق وأن اعتقلت السلطات السعدي في عام 2011 لمشاركته في الاحتجاجات، واعتقلته مرة أخرى في عام 2012 لنشره تعليقات مهينة للسلطان قابوس على الإنترنت. احتجزت قوات الأمن كلًا من إسماعيل المقبلي وحبيبة الهنائي ويعقوب الخروصي في شهر مايو من عام 2012، وذلك بسبب نشاطهم في مجال حقوق الإنسان وزيارتهم لعمال النفط المضربين. أفرجت السلطات العمانية عن الهنائي والخروصي بعد فترة وجيزة من اعتقالهما، لكنها حجبت أي معلومات عن مكان وجود المقبلي عن عائلته وأصدقائه لأسابيع. أعفت السلطات العمانية عن المقبلي في شهر مارس. اختفى مواطن يمني في عمان في شهر ديسمبر من عام 2013، وذلك بعد اعتقاله عند نقطة تفتيش في محافظة ظفار. رفضت السلطات العمانية الاعتراف بحجزه، وما تزال المعلومات حون مكانه وحالته مجهولة.
ألقى عملاء المخابرات العمانية القبض على أحد الممثلين البحرينيين في شهر يناير من عام 2014، إذ سلّموه إلى السلطات البحرينية في يوم اعتقاله. تعرّض الممثل للاختفاء القسري، ولا تزال المعلومات حول مكانه وحالته مجهولة.
تواصل السلطات العمانية تقييد حرية التعبير بحسب التقرير الصادر عن منظمة العفو الدولية لعام 2016. اعتُقل العديد من الصحافيين والناشطين بموجب أحكام قانون العقوبات المجرّم لإهانة السلطان. قُبض على الناشط عن الإنترنت طالب السعيدي في شهر مارس من عام 2015، إذ بقي ثلاثة أسابيع دون توجيه أي تهم إليه. حكمت المحكمة بعد بضعة أيام على المدوّن سعيد الدرودي بالغرامة والسجن لمدة عام، إذ أدانته بتهمة «محاولة الإطاحة بالحكومة» و«نشر الكراهية».

## اللجنة الوطنية لحقوق الإنسان في عمان
تُعتبر اللجنة الوطنية لحقوق الإنسان المؤسسة في عام 2008 غير مستقلة عن النظام. يرأس اللجنة نائب المفتش العام للشرطة والجمارك السابق، أما أعضاؤها فيُعيّنون بموجب مرسوم ملكي. طلبت إحدى الأعضاء في اللجنة إعفاءها من مهامها في شهر يونيو من عام 2012، وذلك لعدم موافقتها على البيان الصادر عن اللجنة والذي يبرر القبض على المثقفين والمدونين ويقيّد حرية التعبير بذريعة احترام «المبادئ الدينية وأعراف البلاد».

## الحقوق الديمقراطية
تُعتبر الحكومة العمانية حكومةً ملكيةً. يُعتبر السلطان قابوس بن سعيد آل سعيد القائد المُعيّن ذاتيًا من قبل الدولة منذ عام 1970، إذ يشغل منصبي رئيس الدولة ورئيس الحكومة. يُعدّ النظام الملكي نظامًا وراثيًا قادرًا على تعيين مجلس الوزراء.
يُسمح لمواطني عمان التصويت لأعضاء البرلمان. يُنتخب أعضاء البرلمان بالاقتراع الشعبي لمدّة أربع سنوات. تتمتّع الجمعية الاستشارية العمانية بسلطات تشريعية وسلطات المحاسبة الانتخابية. تتّبع الدولة نظام الاقتراع العام، إذ يحق للأشخاص الذين يبلغون 21 من عمرهم فما فوق الانتخاب. ومع ذلك، لا يُسمح لأفراد الجيش وقوّات الأمن بالتصويت.